# Sukoró
Sukoró ist eine ungarische Gemeinde im Kreis Gárdony im Komitat Fejér.

## Geografische Lage
Sukoró liegt ungefähr fünf Kilometer nordwestlich der Kreisstadt Gárdony, 15 Kilometer nordöstlich der Stadt Székesfehérvár und gut ein Kilometer vom nördlichen Ufer des Velencer Sees entfernt. Nachbargemeinden sind Velence, Nadap und Pákozd.

## Infrastruktur
In Sukoró gibt es Kindergarten, Grundschule, Bücherei, Kulturhaus, Post, Polizeistation, Arztpraxis, zwei Kirchen, Bürgermeisteramt sowie Gastgewerbe für Touristen.

## Gemeindepartnerschaft
- Rimsting, Deutschland

## Sehenswürdigkeiten
- Angelika-Quelle (Angelika-forrás), nordwestlich außerhalb des Ortes
- Éva-Quelle (Éva-forrás), am nördlichen Ortsrand
- György-Kolonics-Denkmal, erschaffen von Sándor Kligl
- János-Xántus-Denkmal, erschaffen von Gábor Bencze
- Kruzifix, erschaffen 1907
- Reformierte Kirche, erbaut 1832
  - Die Orgel der Kirche stammt aus dem Jahr 1876.
- Römisch-katholische Kirche Loyolai Szent Ignác, erbaut 1767–1768, umgebaut und erweitert 1890 im neogotischen Stil
- Skulptur Az öreg borász, erschaffen von Simon Barbácsi und István Jankovics
- Skulptur Batthyány Lajos és Móga János párbeszéde, erschaffen von Benedek Nagy
- Volkskundliche Sammlung im Néprajzi Ház
- Weltkriegsdenkmal (I. világháborús emlékmű), erschaffen 1931

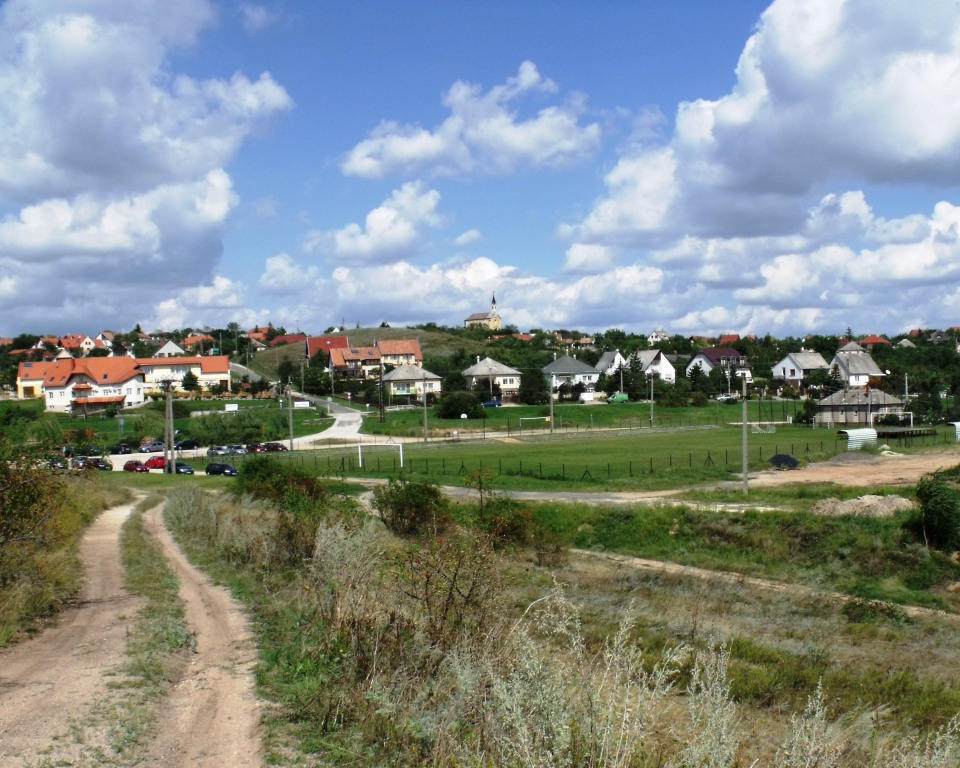
Blick auf Sukoró
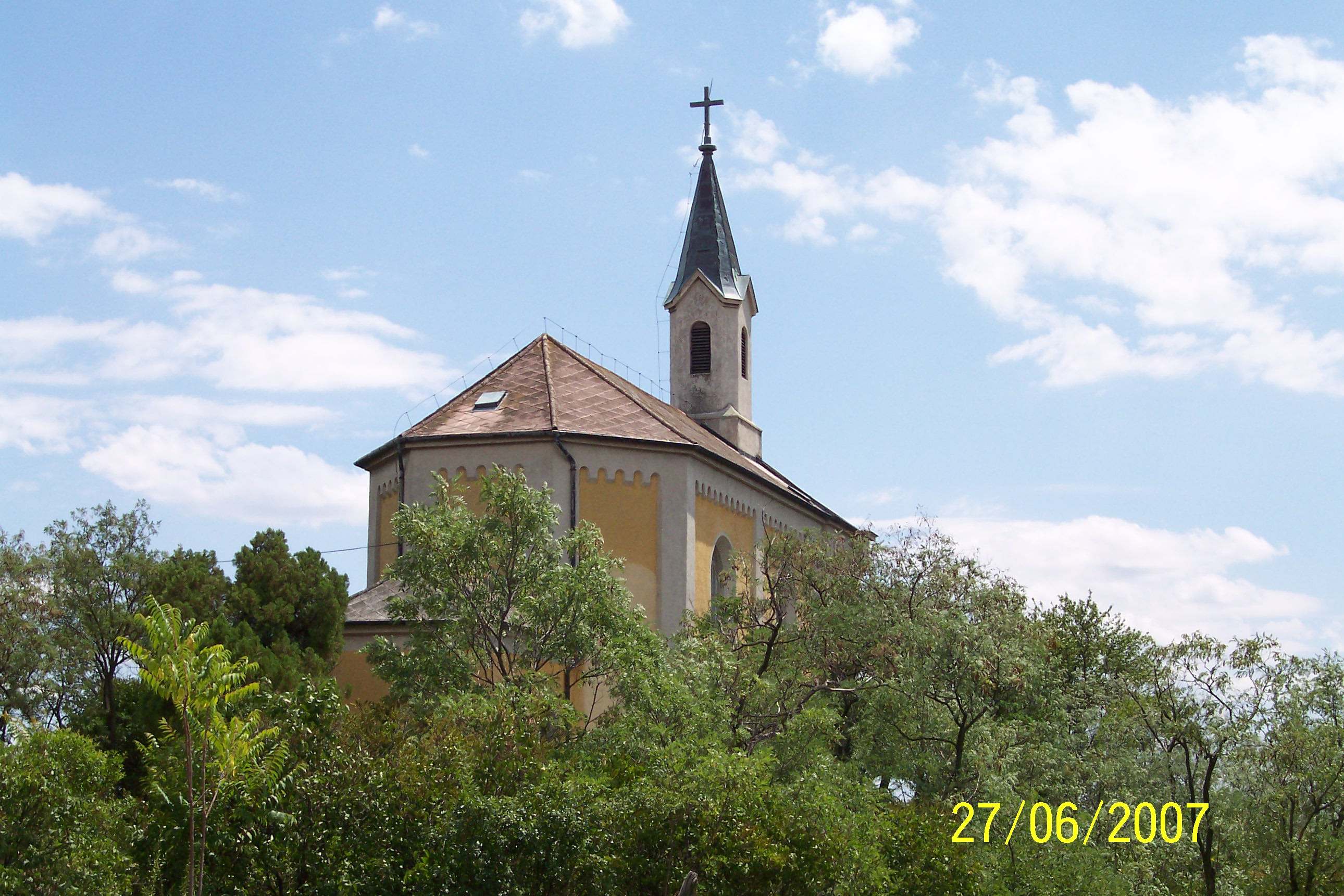
Röm.-kath. Kirche Loyolai Szent Ignác
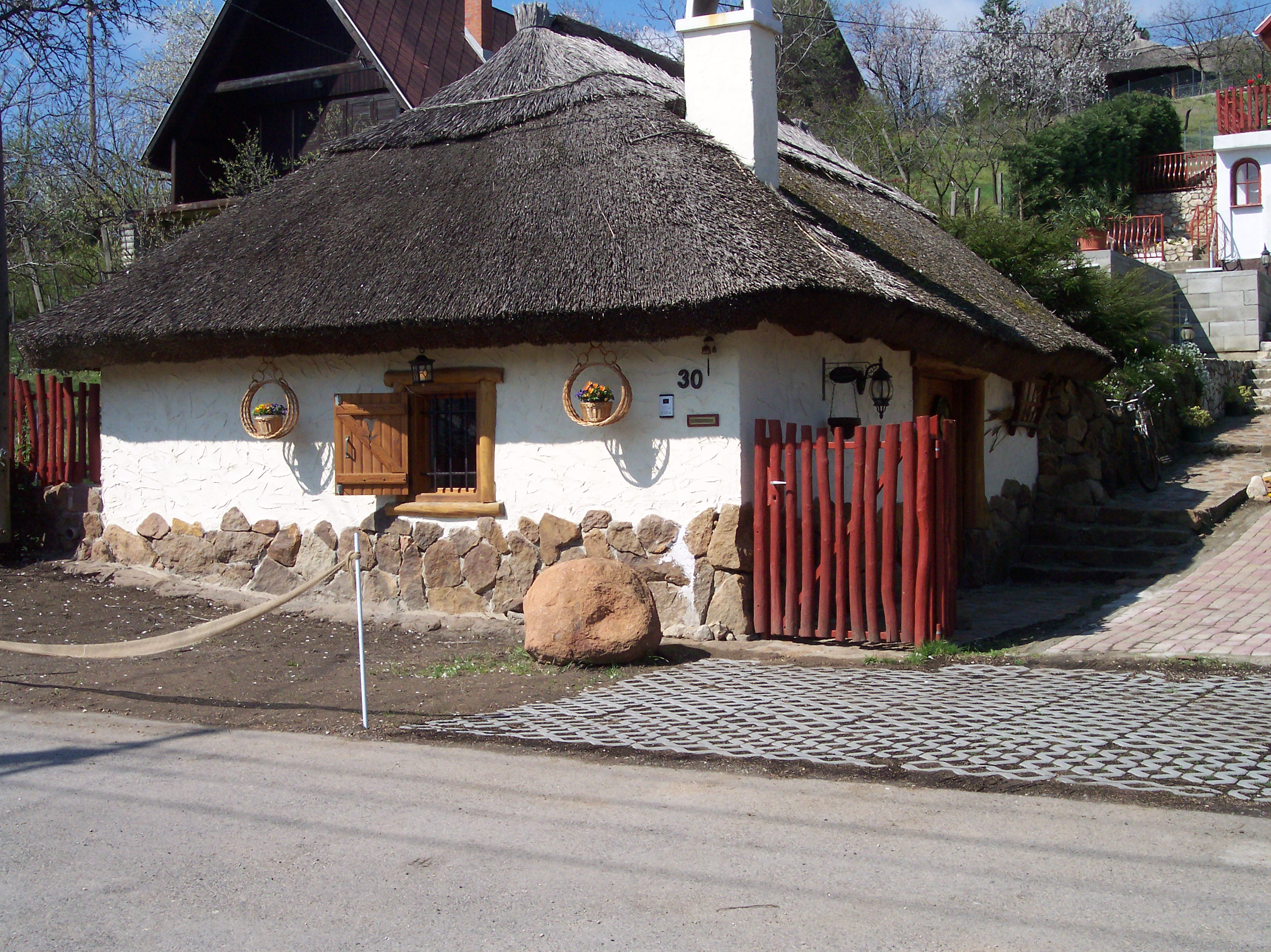
Weinkeller
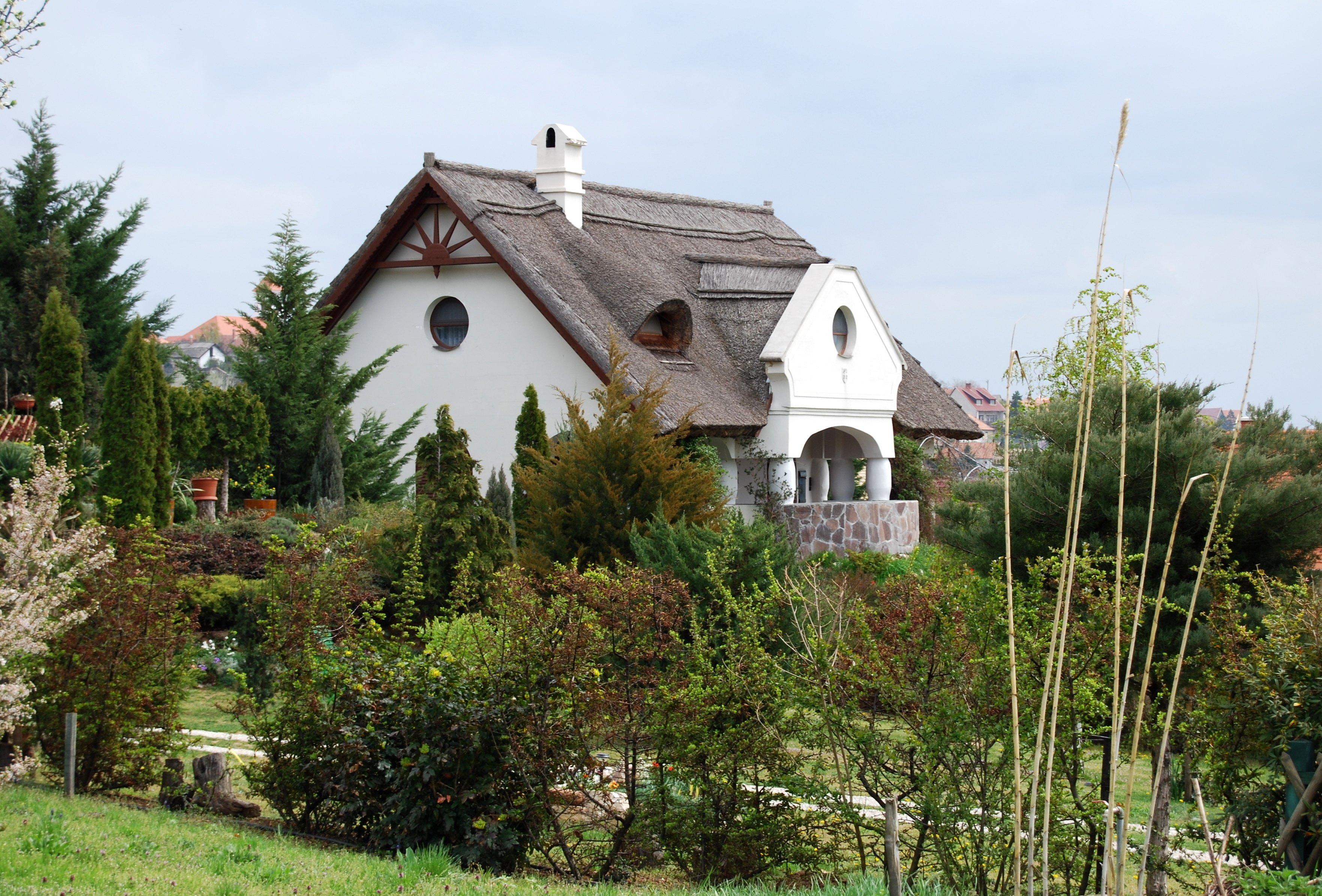
Traditionelles Wohnhaus mit Reetdach
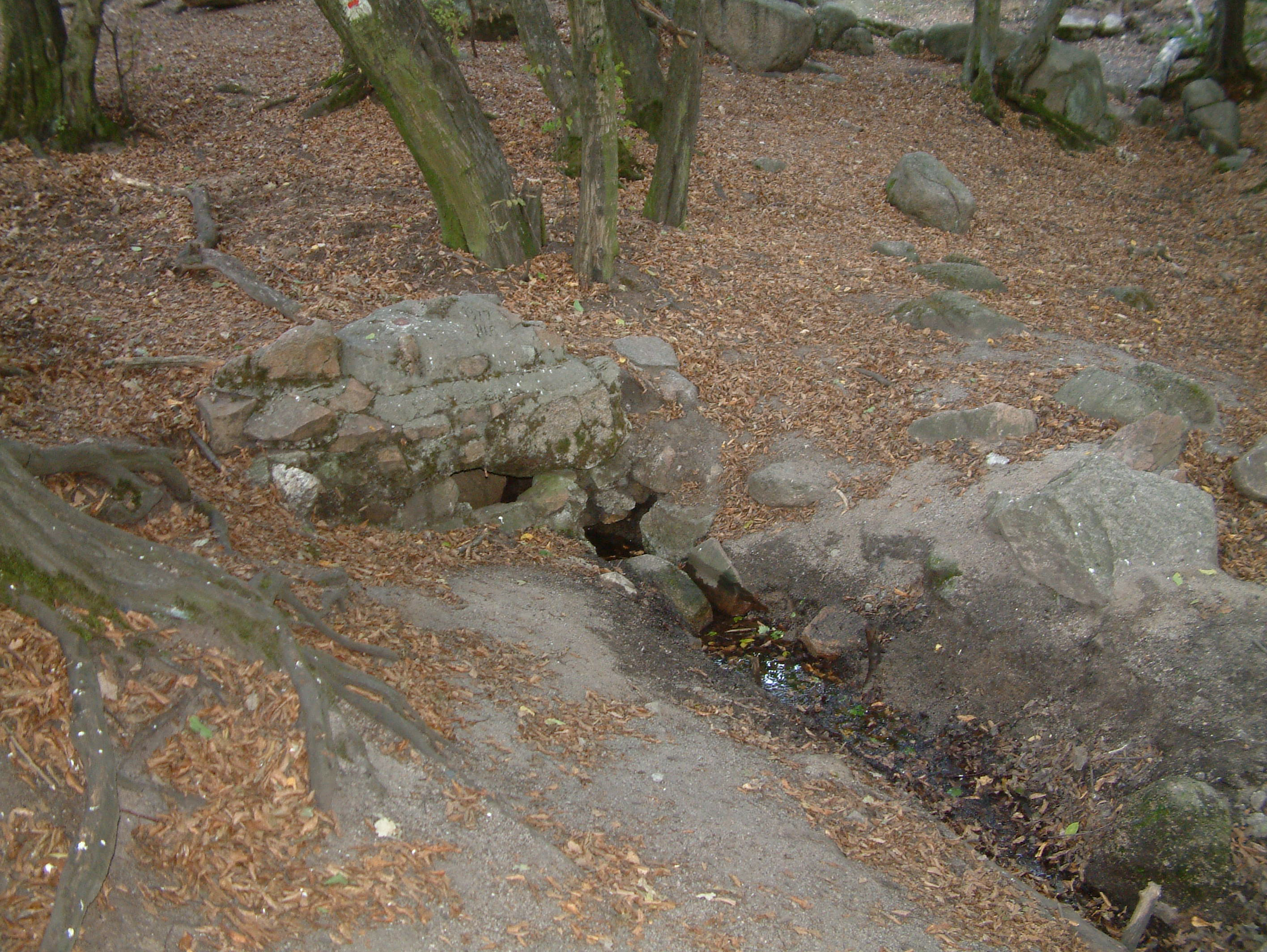
Angelika-Quelle

## Verkehr
Durch Sukoró verläuft die Landstraße Nr. 8116, südlich des Ortes die Autobahn M7. Der nächstgelegene Bahnhof befindet sich siebeneinhalb Kilometer östlich in Kápolnásnyék.